# Hillbilly Rawhide
Hillbilly Rawhide é uma banda brasileira de country rock alternativo formada em Curitiba, Paraná, sendo uma das poucas bandas brasileiras deste gênero musical. O nome da banda, em uma tradução livre, quer dizer “rural” (“hillbilly”) e “couro cru”, ou “casca grossa” (“rawhide”).
Em 10 de novembro de 2024, lançaram seu nono álbum de estúdio, Keepin' on Through My Life.

## Formação
- Mutant Cox – voz/guitarra/violão
- Mark Cleverson – violino/backing-vocal
- Marcus Gusso - baixo acústico/backing vocals
- Juliano Cocktail – bateria

## Festivais
A banda já foi atração de vários festivais, como os nacionais Goiânia Noise Festival de 2008, Festival DoSol de 2011, Festival Lupaluna de 2012 e Curitiba Rock Carnival de 2014, e os internacionais Bedlam Breakout Festival, em Northampton, na Inglaterra; e Psycho Out Circus, em Arnhem, Holanda.

## Discografia
| Ano  | Álbum                                                         | Faixas | Mídia | Gravadora                     | Notas                                        |
| ---- | ------------------------------------------------------------- | --- | ----- | ----------------------------- | -------------------------------------------- |
| 2007 | Ramblin, Primitive, Outlaws                                   | 01. Rawhide 02. Ferrovia Centro-Oeste 03. White Lightning 04. Fugindo Com A Pacotera 05. High On The Road 06. So Doggone Lonesome 07. O Trem 08. Honky Tonk Blues 09. Vida De Bandoleiro 10. Ride This Torpedo 11. Caramuru Calibre 32 12. O Cachaceiro                                                                             | CD    | Crazy Love Records (Alemanha) |                                              |
| 2007 | Ramblin' Primitive and Outlaw                                 | 01. Rawhide 02. Ferrovia Centro-Oeste 03. White Lightning 04. Fugindo Com A Pacotera 05. High On The Road 06. So Doggone Lonesome 07. O Trem 08. Honky Tonk Blues 09. Vida De Bandoleiro 10. Ride This Torpedo 11. Caramuru Calibre 32 12. O Cachaceiro                                                                             | CD    | Funeral Records (Brasil)      | Re-lançamento do 1o álbum, com um novo selo. |
| 2008 | F.N.M.                                                        | 01 - O Enxofre e a Cachaça 02 - Drunk and Crazy 03 - F.N.M. 04 - Joe Lee | EP    | Orleone Records (Brasil)      |                                              |
| 2011 | Lost and Found                                                | 01 - Monkey's Cage 02 - Drinkin' My Life Away 03 - No Hard Times 04 - Cavaleiros da Morte 05 - Raisin' Hell 06 - The Devil on Her Mind 07 - Agradecimentos/Thanxs 08 - Longe Sem Dinheiro | CD    | Zombie's Union (Brasil)       |                                              |
| 2012 | Ao Vivo no Teatro Paiol                                       | 01 - Monkey's Cage 02 - No Hard Times 03 - F.N.M. 04 - Truck Stop 05 - Cavaleiros da Estrada 06 - Fugindo com a Pacotera 07 - Longe Sem Dinheiro 08 - The Devil on Her Mind 09- Drinkin' my Life Away 10 - Drinkin' and Drivin' 11 - Honky Tonk Lino's 12 - Beber até Morrer 13 - Route 66                                          | CD    | Independente (Brasil)         |                                              |
| 2013 | Ten Years on The Road                                         | 01 - Bull Beer Theme 02 - Uma Cerveja, uma Cachaça e um Remedinho 03 - Drunk and Stoned 04 - Longe Sem Dinheiro 05 - Hillbilly Treasure 06 - Cavaleiros da Estrada 07 - Fallin' Down Again 08 - Honky Tonk Linos 09- Lost and Found 10 - Cavaleiros da Morte 11 - Monkey's Cage 12 - Boogie Woogie no Hospital 13 - E agora Johnny? | CD    | Independente (Brasil)         |                                              |
| 2013 | Ten Years on The Road (Special Edition European Tour Version) | Lado A 01 - Bull Beer Theme 02 - Drunk and Stoned 03 - Hillbilly Treasure 04 - Fallin' Down Again 05 - Lost and Found 06 - Monkey's Cage 07 - Cavaleiros da Morte Lado B 01 - High on the Road 02- F.N.M. 03 - Drunk and Crazy 04 - Drinkin' my Life Away 05 - No Hard Times 06 - O Enxofre e a Cachaça                             | Vinil | Drunkabilly Records (Bélgica) | Edição especial do álbum, em vinil.          |

## Prêmios e indicações
| Ano  | Prêmio                      | Categoria                                       | Indicação             | Resultado | Ref.        |
| ---- | --------------------------- | ----------------------------------------------- | --------------------- | --------- | ----------- |
| 2014 | Festival de Clipes e Bandas | Menção Honrosa para Videoclipe - Novos Talentos | O Enxofre e a Cachaça | Venceu    | [ 7 ] [ 8 ] |